# Hemitriakis abdita
Hemitriakis abdita es una especie de elasmobranquio carcarriniforme de la familia Triakidae.